# Argyrolopha
Argyrolopha is een geslacht van vlinders van de familie spinneruilen (Erebidae).

## Soorten
- A. costibarbata Hampson, 1914
- A. punctilinea Prout, 1921
- A. trisignata (Mabille, 1900)